# Koninginneweg 176

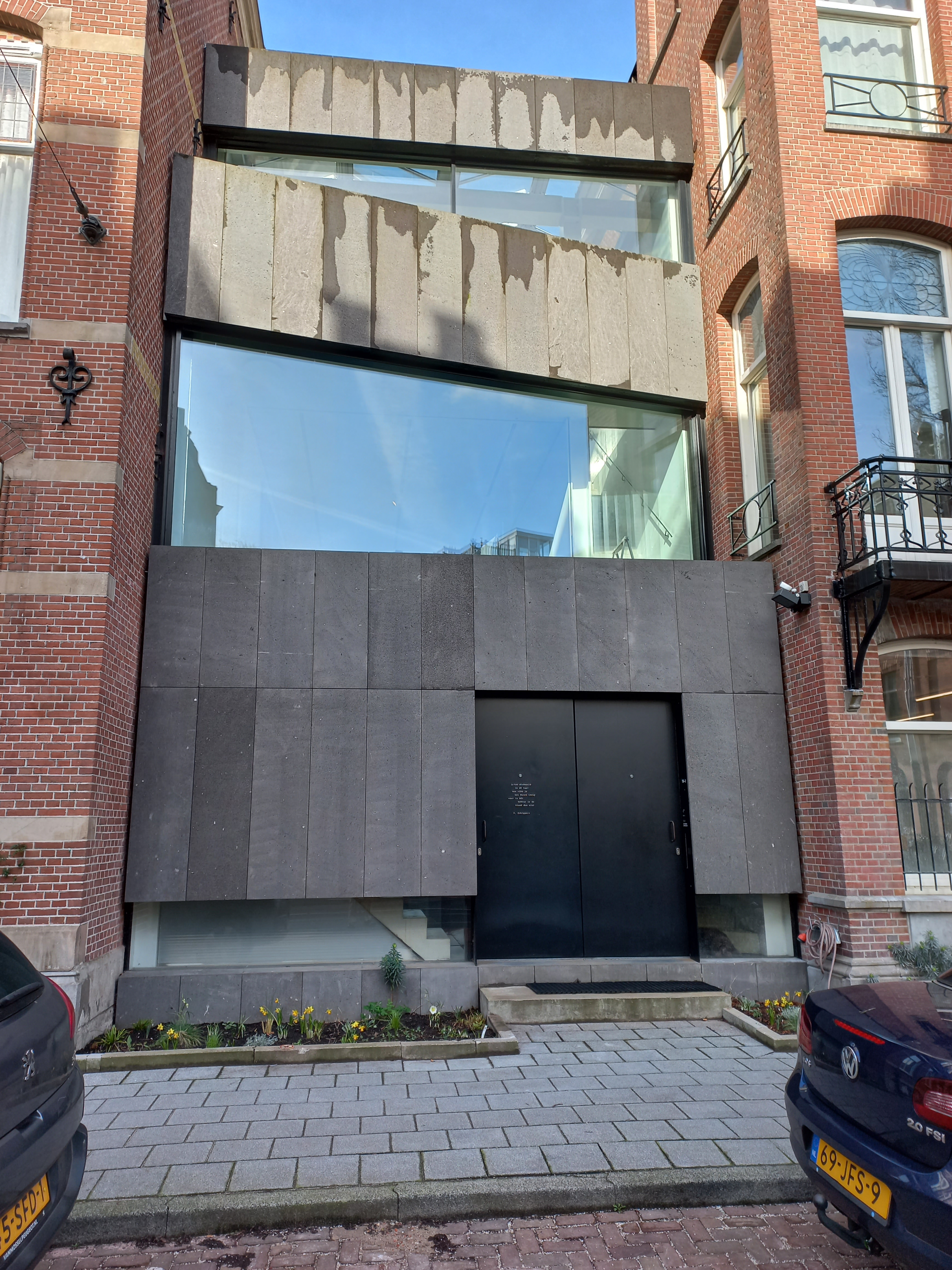
Koninginneweg 176, Amsterdam (nieuwbouwdeel, februari 2024)

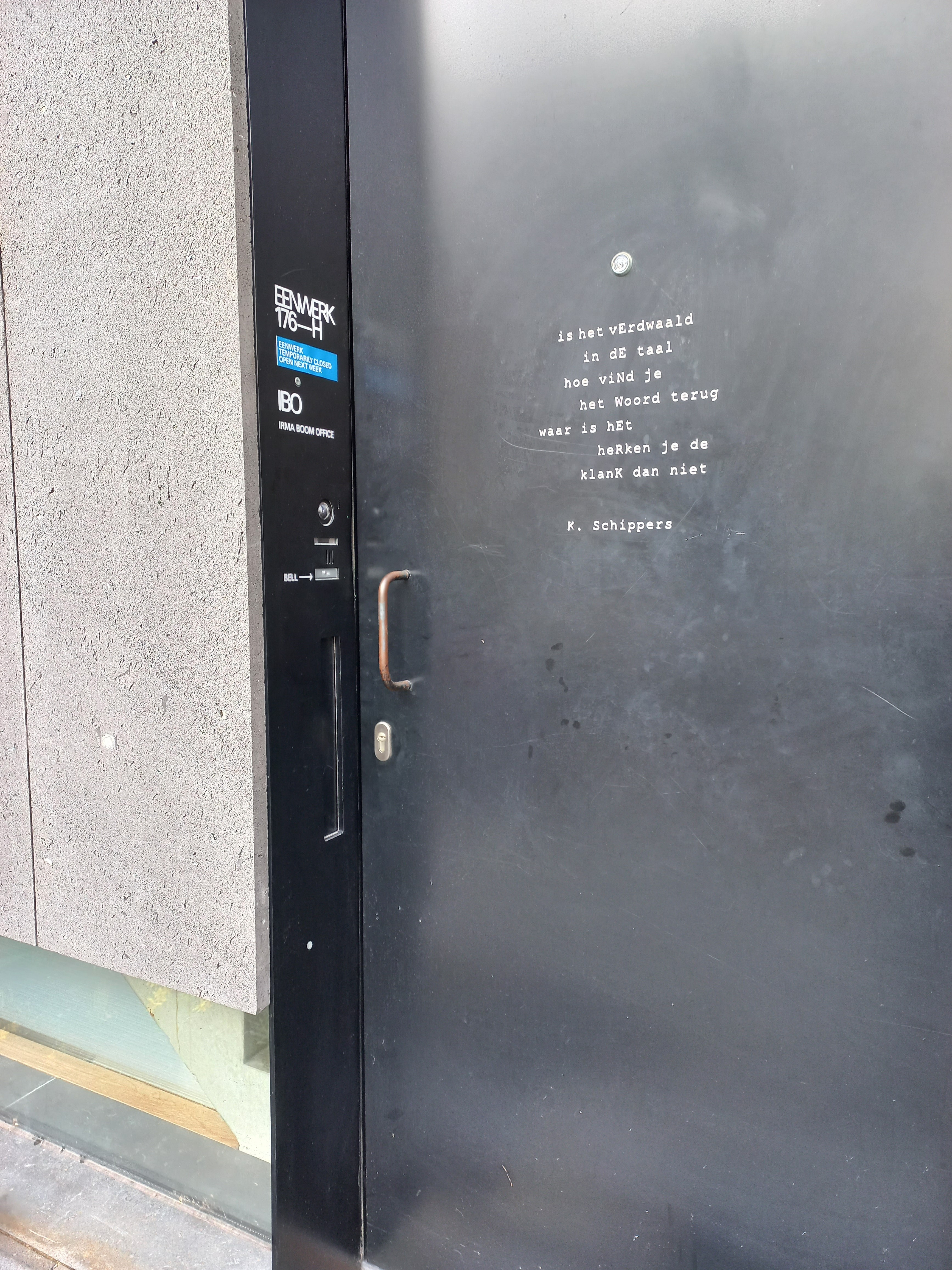
Gedicht van Schippers (februari 2024)

Koninginneweg 176 is een gebouw aan de Koninginneweg in Amsterdam-Zuid.
De Willemsparkweg en de Koninginneweg zijn samen een lange straat die Amsterdam-Zuid doorsnijdt. Samen vormen ze één van de uitvalroutes van de stad richting de Ringweg-West. Die weg ontstond rond 1885 toen Amsterdam in westelijke richting werd uitgebreid. De architectuur is dus veelal van rond die tijd, bestaande uit aan elkaar gebouwde herenhuizen (later kantoorvilla's). Een uitzondering daarop vormt het nieuwbouwgedeelte van Koninginneweg 176.
Hier lieten kunstenaars Irma Boom en Julius Vermeulen een door hun samen met Barend Koolhaas ontworpen gebouw neerzetten, dat dienst ging doen als hun atelier, hun galerie (Eenwerk, omdat er maar per keer één werk tentoongesteld wordt) en minimuseum. Het is binnendoor nog verbonden met de oudbouw op huisnummer 176. Architectuur.nl sprak van een deconstructivistisch gebouw met onverwachte ruimtes en gebruiksmogelijkheden. In een omschrijving zal het nauwelijks opvallen, want er zijn een plint, een middendeel en een kroonlijst. Echter voor wat betreft het gebruikte materiaal wijkt het zo sterk af dat het direct opvalt. Het is voor wat betreft de voorgevel opgetrokken uit basalt met een grote glaspartij. De omliggende panden hebben grotendeels met baksteen beklede gevels. Opvallend is het schuin geplaatste middendeel: links sluit het aan op de lagere voorgevel, rechts op de teruggetrokken bovenverdieping en daklijst.
Boom, Vermeulen en Koolhaas waren al sinds 2014 bezig met de herinrichting van een gebouw met aangebouwde garage toen ideeën van de kunstenaars steeds meer vorm kregen in een gebouw dat alleen door nieuwbouw tot stand kon komen. Zo was de wens van Boom om een groen dak te krijgen, Vermeulen wilde een galerie. Koolhaas kreeg de wensen mee en kwam met een aantal voorstellen al dan niet in maquettes. Ook moest overleg plaatsvinden met de welstandscommissie, die zagen hout en glas als overheersende bouwmaterialen niet zitten. Koolhaas kwam toen met basalt, dat in vroeger tijden een “normaal bouwmateriaal” was.
Het trio is ook verantwoordelijk voor het binnenwerk met wat zijzelf een Eschertrap noemen. Bij de bouw moest er relatief veel geïmproviseerd worden. De architect werd geconfronteerd met steeds andere ideeën, die volgens hem wel leidden tot een logischer ingericht gebouw. Het leverde ook de benodigde doorzichten op, eigenlijk vanaf het moment dat je binnenkomt. Het gebouw werd met een voortuintje, ontworpen door Piet Oudolf, in 2017 opgeleverd.

De voorgevel is opgesierd met een gedicht van K. Schippers (hoofdletters vormen Eenwerk):
is het vErdwaald
in dE taal
hoe viNd je
het Woord terug
waar is het
heRken je de
klanK dan niet
Aan de westzijde van het gebouw zijn de belendende panden ontworpen door Dolf van Gendt.